# حرب مركزة حول الشبكات
يمكن ترجمتها بالحرب القائمة على الشبكات وهي مفهوم حربي ودوكترين Doctrine (عقيدة عسكرية)أو طريقة جديدة لقيادة وإدارة الحروب يقوم على الشبكات حيث يحاول أن تكون جميع عناصر جيش ما أو وحداته متصلة ببعضها خلال القيام بعملياتها مما يزيدها قوة ويزيد في تدفق المعلومات. إذن هي طريقة تعمل على تقوية التواصل والتنسيق المعلوماتي بين مختلف الوحدات والمعلومات

## المصطلح
اكتسى مصطلح Network Centric Warfare أو اختصارا NCW أهمية كبرى في المجال العسكري وصار له تقريبا نفس المكانة التي يكتسيها مصطلح التجارة الإلكترونية في الاقتصاد. ففي السياقين تعتبر المعلومات مفتاحا أو طريقة للتغلب أو التفوق على المنافسين. ويتسم ال NCW بأنه يحاول من زيادة نجاعة استعمال تكنولوجيا المعلومات وتطوير الطرائق والمؤسسات أو التنظيمات بحيث تصير خدماتية أي أن الشبكة عبارة عن مقدم خدمات للوحدات.

## التواصل بين الوحدات
طريقة ال NCW تعطي قوة ونجاعة أكبر للوحدات خلال تنفيذ عملياتها وذلك من خلال توصيلها جميعها ببعضها. وتنقسم هذه الوحدات إلى ثلاثة وهي: وحدات استطلاع، وحدات إتخاذ قرار ووحدات سلاح. هكذا من خلال التواصل المكثف يمكن تحسين دقة العمليات وسرعة الرد كما أنها تزيد في سرعة تنقل المعلومات من نقطة لأخرى.